# Palác Širvanšáhů
Palác Širvanšáhů neboli Širvanšáhův palác (ázerbájdžánsky Şirvanşahlar sarayı) je největším památníkem širvan-apšeronské větve ázerbájdžánské architektury. Širvanšáhové byli šáhové, kteří vládli z města Şirvan mezi 9.–16. stoletím.
Palác je položen v samém centru města Baku ve Starém městě. Komplex obsahuje hlavní budovu paláce, pavilon Divanhane, krypty, šáhovu mešitu s minaretem, mausoleum šáha Seyida Yəhya Bakuvi, portál na východě – Muradovu bránu a zbytky starých lázní.
Palác začal stavět roku 1411 širvanšáh Ibrahim I.
Od roku 2000 je zapsán spolu s Panenskou věží jako chráněná památka na seznamu UNESCO.